# Sycon gelatinosum
Sycon gelatinosum är en svampdjursart som först beskrevs av Henri Marie Ducrotay de Blainville 1847.  Sycon gelatinosum ingår i släktet Sycon och familjen Sycettidae. Inga underarter finns listade i Catalogue of Life.